# Parque Nacional Lagos Myall
O Parque Nacional Lagos Myall (Myall Lakes National Park) é um parque nacional em Nova Gales do Sul (Austrália), localizado à 188 km ao noroeste de Sydney, ao redor dos Lagos Myall.

## Dados
- Área: 448 km²
- Coordenadas: 32°29′41″S 152°20′11″E / -32.49472, 152.33639
- Ano de criação: 28 de abril de 1972.
- Administração: Serviço para a Vida Selvagem e os Parques Nacionais de Nova Gales do Sul.
- Categoria IUCN: II